# الیسا دورین
الیسا دورین (انگلیسی: Elisa Durán؛ زادهٔ ۱۶ ژانویهٔ ۲۰۰۲) بازیکن فوتبال اهل شیلی است.
وی همچنین در تیم ملی فوتبال زنان شیلی بازی کرده‌است.